# Danh sách đĩa đơn quán quân Hot 100 năm 1990 (Mỹ)
Dưới đây là danh sách những đĩa đơn đạt vị trí quán quân trên bảng xếp hạng Billboard Hot 100 trong năm 1990.
| Chỉ bài hát đứng vị trí số một trên bảng xếp hạng cuối năm 1990 của Hot 100. |

| Ngày xuất bản | Bài hát                                        | Nghệ sĩ                                | Tham khảo |
| ------------- | ---------------------------------------------- | -------------------------------------- | --------- |
| 6 tháng 1     | "Another Day in Paradise"                      | Phil Collins                           | [ 1 ]     |
| 13 tháng 1    | "Another Day in Paradise"                      | Phil Collins                           | [ 2 ]     |
| 20 tháng 1    | "How Am I Supposed to Live Without You"        | Michael Bolton                         | [ 3 ]     |
| 27 tháng 1    | "How Am I Supposed to Live Without You"        | Michael Bolton                         | [ 4 ]     |
| 3 tháng 2     | "How Am I Supposed to Live Without You"        | Michael Bolton                         | [ 5 ]     |
| 10 tháng 2    | "Opposites Attract"                            | Paula Abdul với The Wild Pair          | [ 6 ]     |
| 17 tháng 2    | "Opposites Attract"                            | Paula Abdul với The Wild Pair          | [ 7 ]     |
| 24 tháng 2    | "Opposites Attract"                            | Paula Abdul với The Wild Pair          | [ 8 ]     |
| 3 tháng 3     | "Escapade"                                     | Janet Jackson                          | [ 9 ]     |
| 10 tháng 3    | "Escapade"                                     | Janet Jackson                          | [ 10 ]    |
| 17 tháng 3    | "Escapade"                                     | Janet Jackson                          | [ 11 ]    |
| 24 tháng 3    | "Black Velvet"                                 | Alannah Myles                          | [ 12 ]    |
| 31 tháng 3    | "Black Velvet"                                 | Alannah Myles                          | [ 13 ]    |
| 7 tháng 4     | "Love Will Lead You Back"                      | Taylor Dayne                           | [ 14 ]    |
| 14 tháng 4    | "I'll Be Your Everything"                      | Tommy Page                             | [ 15 ]    |
| 21 tháng 4    | "Nothing Compares 2 U"                         | Sinéad O'Connor                        | [ 16 ]    |
| 28 tháng 4    | "Nothing Compares 2 U"                         | Sinéad O'Connor                        | [ 17 ]    |
| 5 tháng 5     | "Nothing Compares 2 U"                         | Sinéad O'Connor                        | [ 18 ]    |
| 12 tháng 5    | "Nothing Compares 2 U"                         | Sinéad O'Connor                        | [ 19 ]    |
| 19 tháng 5    | "Vogue"                                        | Madonna                                | [ 20 ]    |
| 26 tháng 5    | "Vogue"                                        | Madonna                                | [ 21 ]    |
| 2 tháng 6     | "Vogue"                                        | Madonna                                | [ 22 ]    |
| 9 tháng 6     | "Hold On"                                      | Wilson Phillips                        | [ 23 ]    |
| 16 tháng 6    | "It Must Have Been Love"                       | Roxette                                | [ 24 ]    |
| 23 tháng 6    | "It Must Have Been Love"                       | Roxette                                | [ 25 ]    |
| 30 tháng 6    | "Step by Step"                                 | New Kids on the Block                  | [ 26 ]    |
| 7 tháng 7     | "Step by Step"                                 | New Kids on the Block                  | [ 27 ]    |
| 14 tháng 7    | "Step by Step"                                 | New Kids on the Block                  | [ 28 ]    |
| 21 tháng 7    | "She Ain't Worth It"                           | Glenn Medeiros hợp tác với Bobby Brown | [ 29 ]    |
| 28 tháng 7    | "She Ain't Worth It"                           | Glenn Medeiros hợp tác với Bobby Brown | [ 30 ]    |
| 4 tháng 8     | "Vision of Love"                               | Mariah Carey                           | [ 31 ]    |
| 11 tháng 8    | "Vision of Love"                               | Mariah Carey                           | [ 32 ]    |
| 18 tháng 8    | "Vision of Love"                               | Mariah Carey                           | [ 33 ]    |
| 25 tháng 8    | "Vision of Love"                               | Mariah Carey                           | [ 34 ]    |
| 1 tháng 9     | "If Wishes Came True"                          | Sweet Sensation                        | [ 35 ]    |
| 8 tháng 9     | "Blaze of Glory"                               | Jon Bon Jovi                           | [ 36 ]    |
| 15 tháng 9    | "Release Me"                                   | Wilson Phillips                        | [ 37 ]    |
| 22 tháng 9    | "Release Me"                                   | Wilson Phillips                        | [ 38 ]    |
| 29 tháng 9    | "(Can't Live Without Your) Love and Affection" | Nelson                                 | [ 39 ]    |
| 6 tháng 10    | "Close to You"                                 | Maxi Priest                            | [ 40 ]    |
| 13 tháng 10   | "Praying for Time"                             | George Michael                         | [ 41 ]    |
| 20 tháng 10   | "I Don't Have the Heart"                       | James Ingram                           | [ 42 ]    |
| 27 tháng 10   | "Black Cat"                                    | Janet Jackson                          | [ 43 ]    |
| 3 tháng 11    | "Ice Ice Baby"                                 | Vanilla Ice                            | [ 44 ]    |
| 10 tháng 11   | "Love Takes Time"                              | Mariah Carey                           | [ 45 ]    |
| 17 tháng 11   | "Love Takes Time"                              | Mariah Carey                           | [ 46 ]    |
| 24 tháng 11   | "Love Takes Time"                              | Mariah Carey                           | [ 47 ]    |
| 1 tháng 12    | "I'm Your Baby Tonight"                        | Whitney Houston                        | [ 48 ]    |
| 8 tháng 12    | "Because I Love You (The Postman Song)"        | Stevie B                               | [ 49 ]    |
| 15 tháng 12   | "Because I Love You (The Postman Song)"        | Stevie B                               | [ 50 ]    |
| 22 tháng 12   | "Because I Love You (The Postman Song)"        | Stevie B                               | [ 51 ]    |
| 29 tháng 12   | "Because I Love You (The Postman Song)"        | Stevie B                               | [ 52 ]    |